# Colin McWilliam
Colin McWilliam (1928 - 1989) est un universitaire et auteur britannique en architecture.

## Carrière
Né à Londres, il est diplômé de l'Université de Cambridge et devient directeur du Scottish National Buildings Record, puis secrétaire adjoint du National Trust for Scotland. Il dirige également le département d'histoire et de conservation de l'architecture à l'Edinburgh College of Art, puis à l'université Heriot-Watt. Il est l'un des fondateurs du Dictionary of Scottish Architects Project et joue un rôle déterminant dans la création de l'Architectural Heritage Society of Scotland.
Étudiant à la British School de Rome, il retourne en Écosse en 1951 pour travailler avec l'architecte Stewart Kaye (en) et avec le National Building Record.
De 1965 à 1972, McWilliam est membre du conseil de l'influent groupe écologiste d'Édimbourg, la Cockburn Association.
Dans les années 1970, il est approché par Nikolaus Pevsner qui, après avoir achevé la série The Buildings of England, tient à étendre le projet au reste du Royaume-Uni. McWilliam co-écrit ensuite deux volumes de la série The Buildings of Scotland et est devenu l'éditeur du projet.
Il conçoit un bureau et une bibliothèque incorporant des copies d'un médaillon de portrait de Robert Adam par James Tassie, pour la Cabinet Room de Bute House, la résidence officielle du premier ministre d'Écosse.
Colin McWilliam est commémoré sur une plaque à Greyfriars Kirkyard à Édimbourg. Il est le père de l'auteur Candia McWilliam (en).